# David Wolf: Secret Agent
David Wolf: Secret Agent es una película interactiva distribuida por Dynamix en 1989 para MS-DOS.
Varias escenas de acción permiten al jugador intentar distintas hazañas con David Wolf, como volar con un planeador mientras le dispara a los enemigos, manejar por la autopista mientras se enfrenta a los coches y helicópteros enemigos, o conseguir un paracaídas enemigo y aterrizar sobre un camión en movimiento.

## Trama
El protagonista es David Wolf, un agente secreto de un servicio de inteligencia llamado Peregrine. Una organización criminal llamada Viper ha robado un avión de combate furtivo SF-2a llamado «Shadowcat» y secuestrado a su diseñadora en jefe, la Dra. Kelly O'Neill, con la intención de lanzar una bomba nuclear a Washington D. C..
La primera pista es un casino de Monte Carlo donde O'Neil fue vista con Garth Stock, un piloto quien desertó recientemente a Viper. Durante un intento fallido de rescatar a O'Neill, David Wolf se entera de que el avión furtivo será lanzado desde Drax Island, al oeste de Chipre, y tras una larga persecución de vehículos, logra escapar en un submarino. En su camino a Drax, el avión de David Wolf es manipulado por Stock, pero Wolf consigue escapar robando su paracaídas, y aterriza en un camión que se dirige a la base aérea de Viper.
Wolf intenta recuperar el avión de forma discreta cuando ve que O'Neill ha logrado escapar. Juntos operan el avión en contra de Viper y lo llevan al USS Nimitz.

## Jugabilidad
El juego cinemático dispone de gráficos digitalizados 3-D. Los jugadores no pueden elegir o influenciar el diálogo de los actores, ni elegir acciones para que el héroe realice. Existen solo seis áreas dentro del juego donde el jugador puede usar el teclado o el joystick. El jugador utiliza una interfaz VCR para cambiar la configuración como la dificultad de las secuencias de acción, la velocidad del texto de los actores, y el detalle del motor 3D. Los jugadores también pueden saltar a cualquiera de las escenas de arcade desde la interfaz.

## Recepción
Computer Gaming World declaró que el juego tuvo pocas secuencias de acción, y que el diálogo inicialmente ingenioso se volvió involuntariamente gracioso. Aunque aprobaran la calidad de las imágenes digitalizadas «visualmente impresionantes», concluyeron que el juego no merecía ser jugado más de una vez. El juego fue criticado en 1990 en la edición número 154 de Dragon por Patricia Hartley y Kirk Lesser en la columna «El rol de las computadoras». Los críticos le dieron al juego 3 de 5 estrellas.
Computer Gaming World incluyó al juego en su lista de «Peores juegos de todos los tiempos», y en «Peor historia de fondo de todos los tiempos».

## Reseñas
- The Games Machine - Febrero de 1990
- ASM (Aktueller Software Markt) - Mayo de 1990
- David Wolf: Secret Agent reseña de Compute! (número 117 / Febrero de 1990 / Página 89)